# Useldange
Useldange (lb. Useldeng, niem. Useldingen) − miejscowość i gmina (gemeng / commune / Gemeinde) w zachodnim Luksemburgu, w kantonie Redange. Do 3 października 2015 gmina leżała w dystrykcie Diekirch. Siedziba administracyjna gminy znajduje się w miejscowości Useldange. Liczy 2075 mieszkańców (1 stycznia 2023).  

## Podział administracyjny
Do gminy należy pięć miejscowości, w tym cztery (Uertschaft) oraz jeden lieu-dit: 
1. Everlange (Iewerleng / Everlingen)
2. Everlange-Moulin (Iewerlenger Millen), lieu-dit
3. Rippweiler
4. Schandel
5. Useldange (Useldeng / Useldingen)